# جون هال (لاعب كريكت بريطاني)
جون هال (17 يونيو 1903 - 27 مايو 1979)  (بالإنجليزية: John Hall)‏ هو لاعب كريكت بريطاني.